# Колумбийско-перуанская война (1828—1829)
Колумбийско-перуанская война (исп. Guerra grancolombo-peruana) — война между Перу и Великой Колумбией за спорную территорию современного Эквадора.

## Предыстория
В 1563 году в составе испанского вице-королевства Перу была создана Королевская аудиенсия Кито, которая в 1717 году перешла под юрисдикцию нового вице-королевства Новая Гранада. В связи с отсутствием в то время хороших географических карт и малом интересе к слабозаселённым территориям границы подконтрольных этим органам областей были определены весьма приблизительно.
Королевским указом от 1802 года военный и религиозный контроль над провинцией Майнас был передан вице-королевству Перу, однако из указа не было ясно, передаётся ли при этом ещё и территория, или нет. Аналогичный случай произошёл в 1803 году, когда испанская корона передала Лиме управление военными делами провинции Гуаякиль.
Перед тем, как приступить к освобождению Южной Америки от испанского владычества, Симон Боливар провозгласил принцип «Uti possidetis juris», гласящий, что границы новых государств будут базироваться на границах существующих испанских административных единиц. Это привело к тому, что ряд границ оказались спорными. Особенно это затронуло Перу, которое желало «исправить» свои границы как на севере, так и на востоке.
Королевская аудиенсия Чаркаса изначально подчинялась вице-королевству Перу, и лишь в 1776 году была передана в состав вице-королевства Рио-де-ла-Плата. Историческим названием подконтрольной аудиенсии территории было «Верхнее Перу», и до Лимы оттуда было ближе, чем до Буэнос-Айреса, поэтому когда в 1826 году там возникло государство Боливия, то широкое распространение получила идея объединения Боливии и Перу. Когда в 1827 году началось восстание в Чукисаке, то перуанцы тут же воспользовались этим поводом, и армия под руководством Августина Гамарры вторглась в Боливию, 18 мая 1828 года войдя в Ла-Пас и вынудив президента Сукре уйти в отставку.

## Ход войны
Узнав о событиях в Боливии, Боливар 3 июня 1828 года объявил войну Перу и назначил Сукре командующим колумбийской армией. 3 июля 1828 года перуанский президент Хосе де ла Мар в ответ объявил войну Великой Колумбии и приказал начать мобилизацию армии и флота. В августе перуанский флот вышел в море для блокады колумбийского порта Гуаякиль. 19 января 1829 года город сдался.
Перуанская армия 13 февраля 1829 года взяла колумбийский город Лоха и направилась к Гуаякилю. Сукре удалось захватить военный парк с припасами, которые Ла Мар оставил в городе Сарагуро. Затем 27 февраля 1829 года колумбийская армия под руководством Сукре и Флореса разбила авангард перуанских войск в Портете-де-Тарки, недалеко от Куэнки. Без поддержки с суши перуанская оккупация Гуаякиля не имела смысла, но и колумбийцы не могли реализовать свои претензии на провинции Майнас и Хаэн. В боевых действиях наступила пауза.
Тем временем в Перу произошёл военный переворот, и к власти пришёл генерал Гамарра. Хиронская конвенция решила восстановить границы между государствами «в соответствии с тем, как они проходили между вице-королевствами до обретения независимости» (то есть с сохранением всех спорных моментов). Заключённое 10 июля 1829 года Пиурское перемирие признало аннексию Гуаякиля Великой Колумбией, а 22 сентября был официально заключён мир. Принцип «Uti possidetis juris» был подтверждён, но документ допускал небольшие изменения прохождения границ «в соответствии с естественными условиями», что открывало путь для мирного разрешения конфликтов. Обе стороны согласились создать двустороннюю комиссию для определения границы между государствами.

## Итоги и последствия
После распада Великой Колумбии в 1831 году и образования на её месте независимых государств Венесуэла, Эквадор и Республика Новая Гранада, Перу заявило, что в связи с исчезновением государства все подписанные с ним договоры теряют силу (отказавшись признать Новую Гранаду и Эквадор правопреемниками Великой Колумбии), и вновь поставило территориальные споры на повестку дня.